# Singijeon

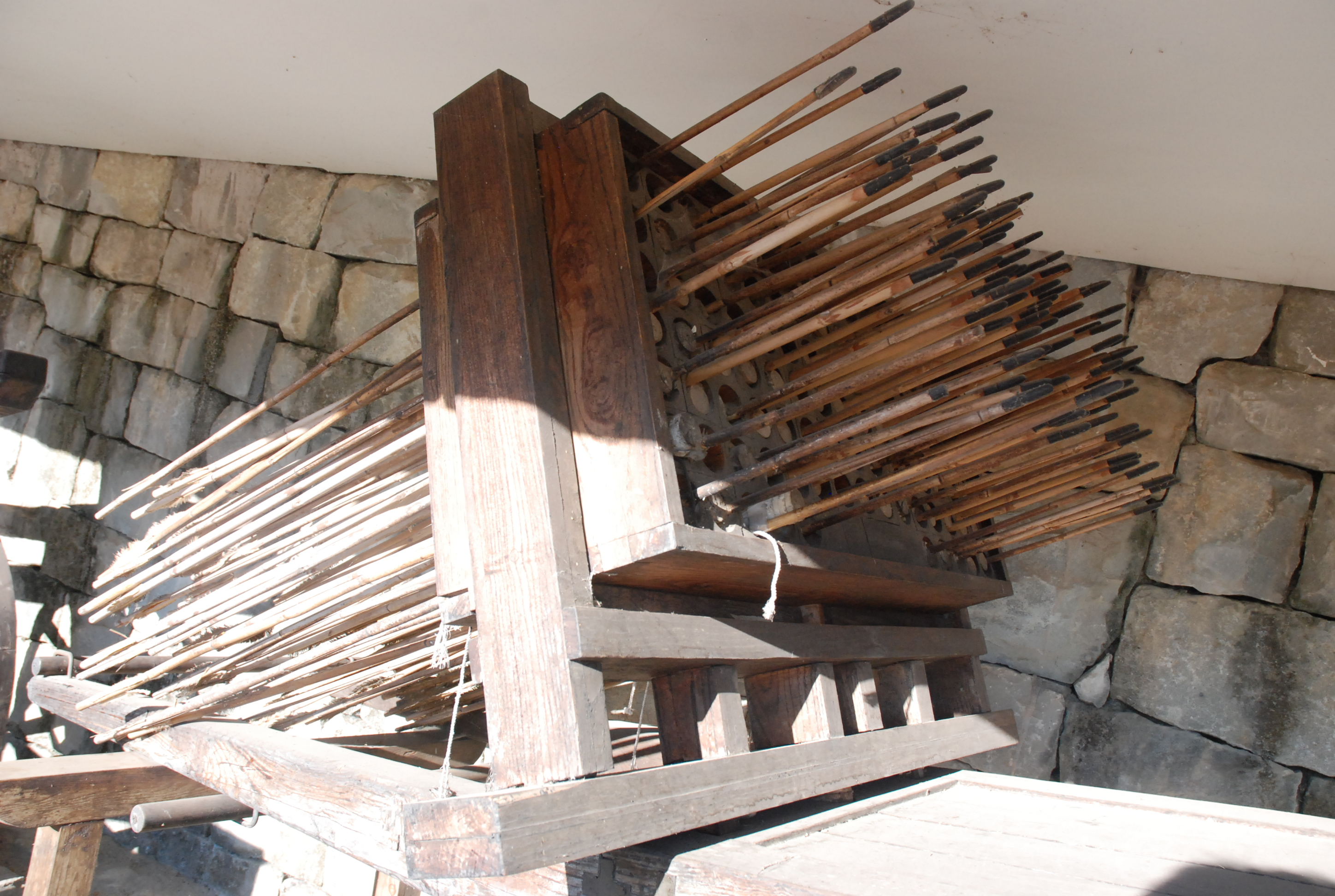
Singijeon dans un hwacha.

Le singijeon (신기전) est un type de flèche enflammée inventé en Corée pendant la période Joseon. Elles pouvaient être propulsées massivement par le hwacha.